# Informationslogistik
Informationslogistik är ett relativt nytt begrepp som skulle kunna sammanfattas som "effektiv informationshantering" inom ett företag eller organisation.
Det finns olika definitioner av vad det egentligen innebär, en del hävdar att det handlar om Logistics Information (Management), alltså ett tydligare fokus på den informationsmässiga delen av logistiken. Andra hävdar att informationslogistik handlar mer om ett helhetstänkande, genom att tillämpa informationslogistik skapar man effektiva informationsflöden, på samma sätt som logistiken skapar effektiva materialflöden.
I Ljungby finns Centrum för informationslogistik (CIL) som bedriver utbildningar och forskning inom ämnet informationslogistik i samarbete med Linnéuniversitetet. Även om kurser som fristående kurser är grundutbildningen på 180 högskolepoäng och resulterar i en examen på kandidatnivå. Det erbjuds även utbildningar på magisternivå. 
Den 24 maj 2013 fick Linnéuniversitetet en professur i informationslogistik.